# Noord-Tirol

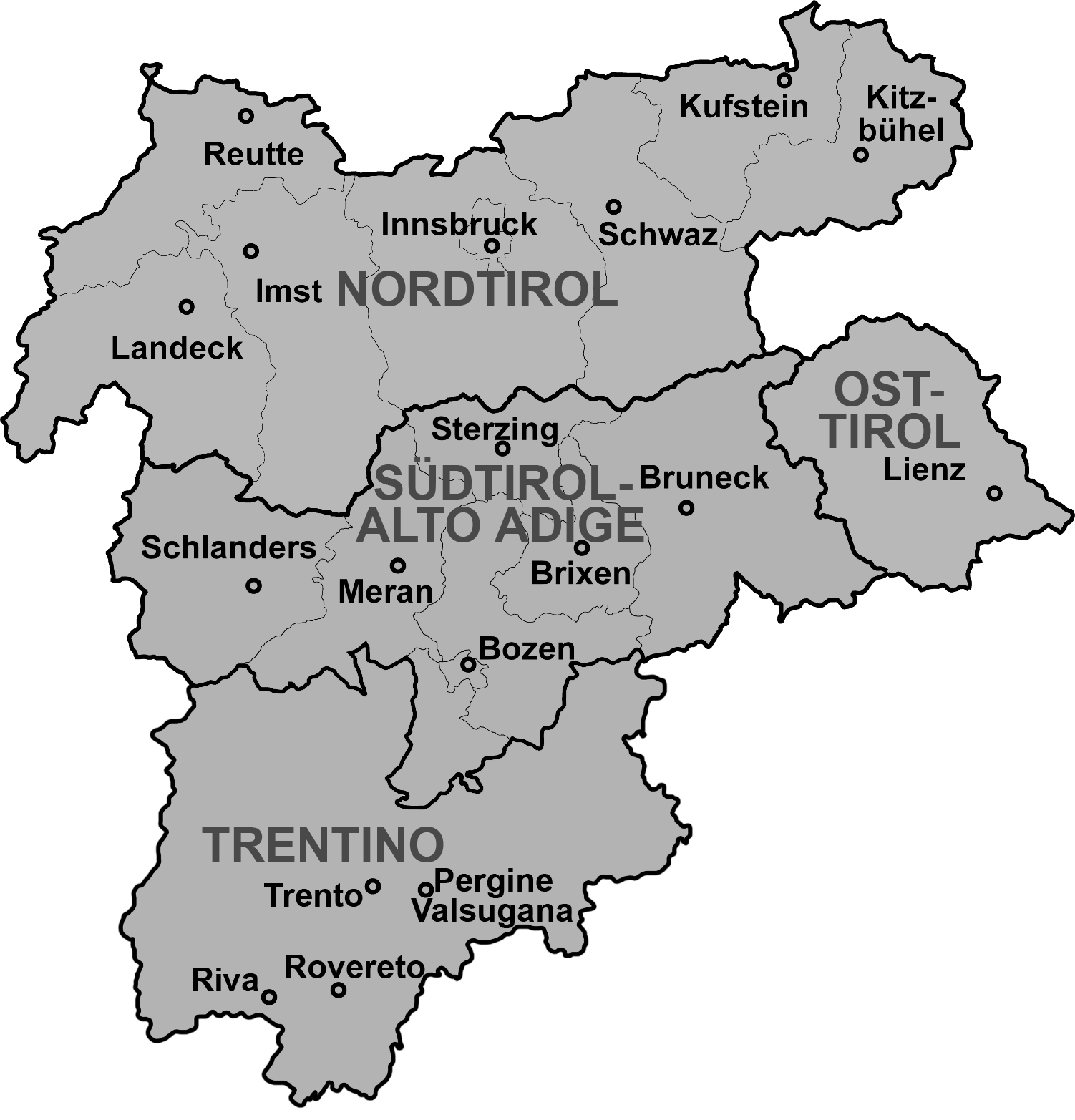
Noord-Tirol in samenhang met de andere delen

Noord-Tirol is het noordelijke deel van de historische regio Tirol en vormt samen met Oost-Tirol de Oostenrijkse deelstaat Tirol. Het is afgescheiden van de overige delen van Tirol (Oost-Tirol, Zuid-Tirol en Trentino (ook Welsch-Tirol)) na de opdeling van dit gebied aan het einde van de Eerste Wereldoorlog.
Noord-Tirol omvat de stroomgebieden van de Lech en de Inn en ligt tussen de Arlberg en de Kitzbüheler Alpen in. In het noorden grenst het aan het Duitse Beieren, in het oosten aan de deelstaat Salzburg, in het zuiden aan het Italiaanse Zuid-Tirol en het Zwitserse kanton Graubünden en in het westen aan de deelstaat Vorarlberg. In Noord-Tirol liggen zeven van de acht Tiroler districten, te weten Landeck, Reutte, Imst, Innsbruck Land, Schwaz, Kufstein en Kitzbühel en uiteraard de zelfstandige stad Innsbruck.